# Muddy Bay
Muddy Bay é uma comunidade localizada na província canadense de Terra Nova e Labrador.

## História

### Escolas residenciais
As centenas de crianças NunatuKavut Inuit, bem como crianças de outras áreas de Labrador, frequentaram escolas residenciais na área de Cartwright entre 1920 e 1964.

### Pandemia de gripe de 1918
Depois que a gripe espanhola de 1918 matou muitas pessoas na região, houve o apoio local e fundos arrecadados pela Igreja Anglicana e outros, o Rev. Gordon abriu a Escola Pública Labrador em Muddy Bay, a 10 km de Cartwright, em 1920.